# 3904 Honda
3904 Honda este un asteroid din centura principală, descoperit pe 22 februarie 1988 de Robert McNaught.